# ルーツィク自動車工場
株式会社「ルーツィク自動車工場」(ウクライナ語:ВАТ "Луцький автомобільний завод"ルーツィクィイ・アウトモビーリヌィイザヴォード)は、ウクライナの自動車メーカーである。株式会社「LuAZ」(ВАТ "ЛуАЗ"ルアーズ)という略称も公式に使用されている。所在地はルーツィク。

## 概要

### 歴史
ルーツィク自動車工場の歴史は、1949年に当時のウクライナ・ソヴィエト社会主義共和国の閣僚会議でルーツィクに自動車修理工場を設立することが決定されたことから始まった。1951年には工場の建造が始まり、1955年には国営・国有企業のルーツィク修理工場(Луцький ремонтний завод；ЛуМЗ)として稼動体制に入った。GAZやUAZなどソ連の他のメーカーの自動車の修理を請け負う傍ら、1960年には自社開発となるトレーラーを完成した。この時代の自社車輌には「LuMZ」(ルームズ)の社名が冠せられた。
その後、1966年12月11日に社名はルーツィク自動車工場(Луцький автомобільний завод)に変更となり、積極的に自動車の生産を行うようになった。ザポロージエ自動車工場(ZAZ)との提携から代表的なウクライナ製軽自動車であったザポロージェツィの生産も行ったが、この年にはザポロージェツィ・シリーズのZAZ-969がルーツィク自動車工場専用の車輌とされ、LuZA-696として生産された。
1971年には、ルーツィク自動車工場は航空機の修理工場となることが命ぜられた。しかし、そこでは軍事製品の製造が行われることが予期された。特にソ連空軍向けの新しい戦闘爆撃機Su-7Bの操縦装置を製作することがルーツィク自動車工場を含む各社に求められたが、いずれの企業も過度に責任の重い軍事関連の事業には関わり合いになりたくなかった。結局、装置はサラートフ州の企業で製造されることになり、ルーツィク自動車工場はその重責を逃れた。
1991年にウクライナが独立すると、ルーツィク自動車工場はウクライナの国営企業となった。社名は国営企業「ルーツィク自動車工場」(Державне підприємство "Луцький автомобільний завод")となった。
1995年12月には、社名は国営企業「ルーツィク自動車工場」から有限責任会社「ルーツィク自動車工場」(Відкрите акціонерне товариство "Луцький автомобільний завод")に変更となった。

### 現状
2006年現在、ルーツィク自動車工場の株式は、72 %がイギリスのSVモータースが保有しており、残る28 %は個人株主によって保有されている。
2005年にはボフダーン・コルポラーツィヤの傘下に入り、AVTOVAZ(ラーダ)や起亜自動車(KIA)、現代自動車(ヒュンダイ)製の軽自動車のライセンス生産の準備に入った。また、年内にはマイクロバスのボフダーンやヒュンダイ製のトラックが出荷されるようになった。
ルーツィク自動車工場では、今後は2006年6月30日に契約された中国の東風汽車との合同の出資計画に基づき、2007年末までにウクライナにおいて各種トラックの生産工場を稼動させることが決められている。この工場では自動車の各部品が製造されることになっている。新しい工場への投資は、35 USドルになった。また、チェルカースィにも新しい組立工場が設立される予定である。